# 巴泽兹湾

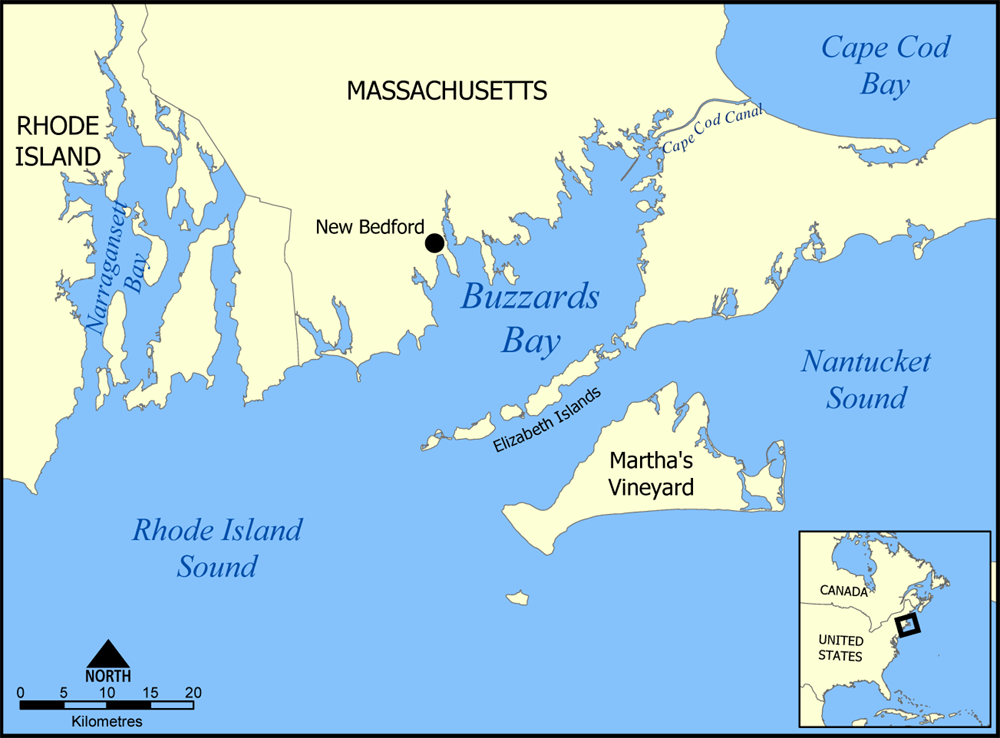
巴泽兹湾的地图

巴泽兹湾（英語：Buzzards Bay）是美国马萨诸塞州大西洋沿岸的一个海湾，宽约28英里（45），长8英里（13），是一个广受欢迎的捕魚、划船等旅游项目的目的地。